# Limită de timp
O limită de timp sau un termen limită este o porțiune îngustă de timp sau un anumit moment în timp, până la care trebuie realizat un obiectiv sau o sarcină. După ce a trecut acest timp, elementul poate fi considerat restant (de exemplu, în cazul proiectelor de lucru sau de școală). În cazul lucrărilor sau proiectelor care nu sunt finalizate până la termenul limită, acest lucru poate afecta negativ evaluarea performanțelor persoanei în cauză. În cazul lucrărilor școlare, pentru eseurile sau proiectele care sunt oferite profesorilor după termenul limită, notele finale pot fi reduse cu un număr de puncte. 
În unele cazuri, nu se pot trimite materiale după termenul limită. Acest lucru se poate întâmpla în cazul cererilor de ofertă, al licitațiilor comerciale și al aplicațiilor pentru universități și școli profesionale. Pentru testele și examenele din școli, universități și concursuri de locuri de muncă, odată ce limita de timp a testului a trecut, persoanele care dau testul trebuie să își lase jos pixul sau creionul și să predea testul. 
În administrarea proiectelor, termenele limită sunt cel mai adesea asociate cu obiectivele importante .   